# Rosetta (film)
Rosetta è un film del 1999 scritto e diretto da Jean-Pierre e Luc Dardenne.
La pellicola ha vinto la Palma d'oro come miglior film al 52º Festival di Cannes, manifestazione in cui la protagonista Émilie Dequenne ha ricevuto anche ex aequo il premio per la miglior interpretazione femminile.

## Trama
Rosetta è un'onesta e povera ragazza sedicenne che vive insieme alla madre alcolista in un misero accampamento di roulotte alla periferia di Liegi. La scena iniziale del film vede Rosetta, in preda alla furia per il suo licenziamento, combattere e urlare. La sua aspirazione sarebbe quella di vivere una vita "normale", lontana dall'abisso in cui vive con la madre, la quale usa concedersi al gestore del campo per risparmiare i soldi dei servizi e spenderli per bere, ed elude ogni tentativo di aiuto ad uscire dalla situazione. L'esistenza di Rosetta è una continua lotta alla sopravvivenza, una dura reazione agli eventi sfavorevoli e infelici che le capitano: i licenziamenti immotivati, le ingiustizie subite, la povertà. La sua intenzione è aiutare la madre ad uscire dalla dipendenza dall'alcool e sistemarsi; per entrambe queste ragioni rifiuta di lavorare in nero, non considerandolo un "lavoro vero".
Un personaggio secondario è Riquet, un ragazzo che ha appena sostituito una banconista al chiosco di cialde dove Rosetta si serve quando si reca in città. Riquet usa impropriamente il bancone anche per la vendita di cialde proprie che prepara il giorno prima in casa. Il ragazzo mostra subito un interesse particolare per Rosetta, così la aiuta a trovare lavoro con il suo stesso titolare. Rosetta sembra aver raggiunto un minimo di equilibrio: ha un "lavoro vero" e concede la sua attenzione a Riquet nonostante si capisca che lei biasimi il suo comportamento disonesto.
Il rapporto con Riquet si increspa quando Rosetta perde il lavoro dopo appena un giorno, sostituita dal figlio del titolare. Lei adesso vede in Riquet solo il suo aspetto disonesto, parte di quei comportamenti causa di tutti i suoi problemi come il suo ultimo licenziamento. Addirittura esita prima di intervenire in aiuto di Riquet mentre rischia di annegare in uno stagno fangoso presso il campo di roulotte. Disperata e irata, Rosetta fa la spia, nella speranza di poter prendere il posto di Riquet e così è. Già al termine del suo primo giorno di lavoro durante il rientro al campo, Rosetta viene molestata da Riquet adirato per lo sgarbo subito. Il secondo giorno Riquet si piazza davanti al bancone per un po', poi si fa servire e se ne va.
Al ritorno dal suo secondo giorno di lavoro al chiosco, Rosetta trova la madre stesa a terra fuori dalla roulotte, in un sonno profondo da sbronza. Dopo aver trascinato la madre all'interno della roulotte, corretta fino alla fine, Rosetta telefona al titolare avvisando che l'indomani non si sarebbe presentata al chiosco. Tornata alla roulotte dove si trova anche la madre, chiude porte e finestre, copre le fessure e apre i fornelli del gas senza accendere la fiamma, ma il gas si esaurisce dopo poco. Decisa Rosetta va a comprare una nuova bombola di gas che trascina con fatica. Intanto arriva Riquet che le gira attorno con il motorino con fare minaccioso. Ad un tratto il peso della bombola si fa insopportabile e lei si ferma gettandosi a terra scoppiando in lacrime. Solo allora Riquet ferma il motorino e la raggiunge per aiutarla ad alzarsi.

## Influenze
Rosetta in Belgio è diventato un simbolo della disoccupazione; alcune città le hanno dedicato statue a simboleggiare la lotta contro il lavoro precario e la disoccupazione giovanile. Nella manifestazioni sindacali, nell'anno del film, si urlava "Siamo tutti Rosetta".

## Riconoscimenti
- 1999 – Festival di Cannes[1]
  - Palma d'oro
  - Miglior interpretazione femminile a Émilie Dequenne
  - Menzione speciale della giuria ecumenica
- 1999 – Premio André Cavens